# Георги Марков (актьор)
Вижте пояснителната страница за други личности с името Георги Марков.
Георги Марков е български актьор, оператор, фотограф и режисьор на музикални клипове.

## Биография
Като момче участва във филма Васко да Гама от село Рупча в ролята на Фори. Завършва операторско майсторство във ВИТИЗ „Кръстьо Сарафов“, отделно от това прекарва шест месеца в National Film and Television в Англия. Днес се занимава с режисиране на музикални клипове.

## Филмография като актьор
- Васко да Гама от село Рупча (1986) – Фори

## Видеография
| Година | Видеоклип         | Изпълнител/и | Режисьор/оператор   |
| ------ | ----------------- | ------------ | ------------------- |
| 2011   | „Да ти го дам ли“ | Галена       | режисьор и оператор |
| 2011   | „Докрай“          | Андреа       | режисьор и оператор |
| 2011   | „След раздялата“  | Галена       | режисьор и оператор |
| 2012   | „Чисто или с лед“ | Мария        | оператор            |
| 2012   | „Двойници“        | Малина       | оператор            |
| 2012   | „Нещо крайно“     | Мария        | оператор            |